# Сова-голконіг австралійська
Сова́-голконі́г австралійська (Ninox boobook) — вид совоподібних птахів родини совових (Strigidae). Мешкає в Австралазії.

## Опис

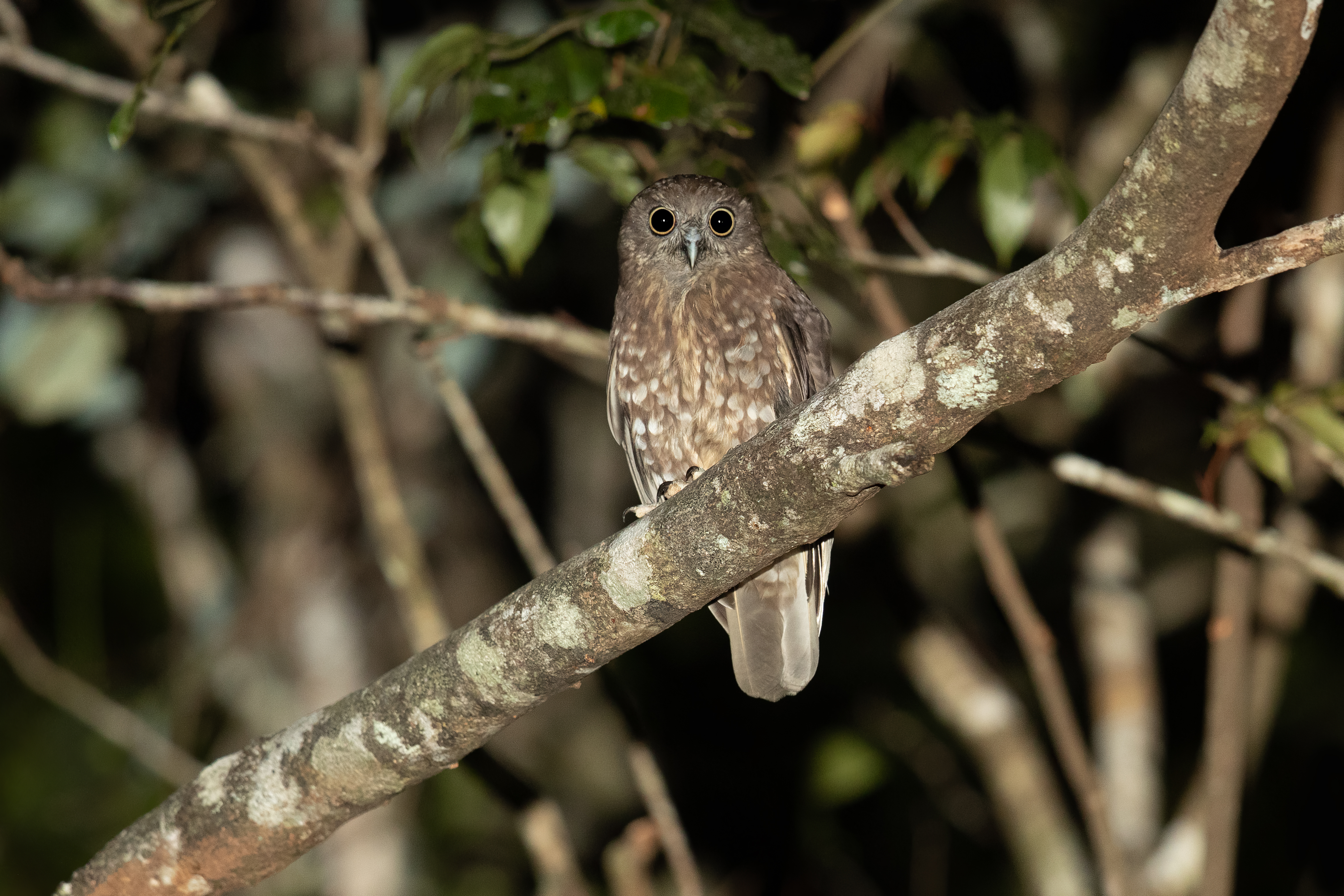
Австралійська сова-голконіг (підвид N. b. lurida, Національний парк Маунт-Хупіпамі, Квінсленд)

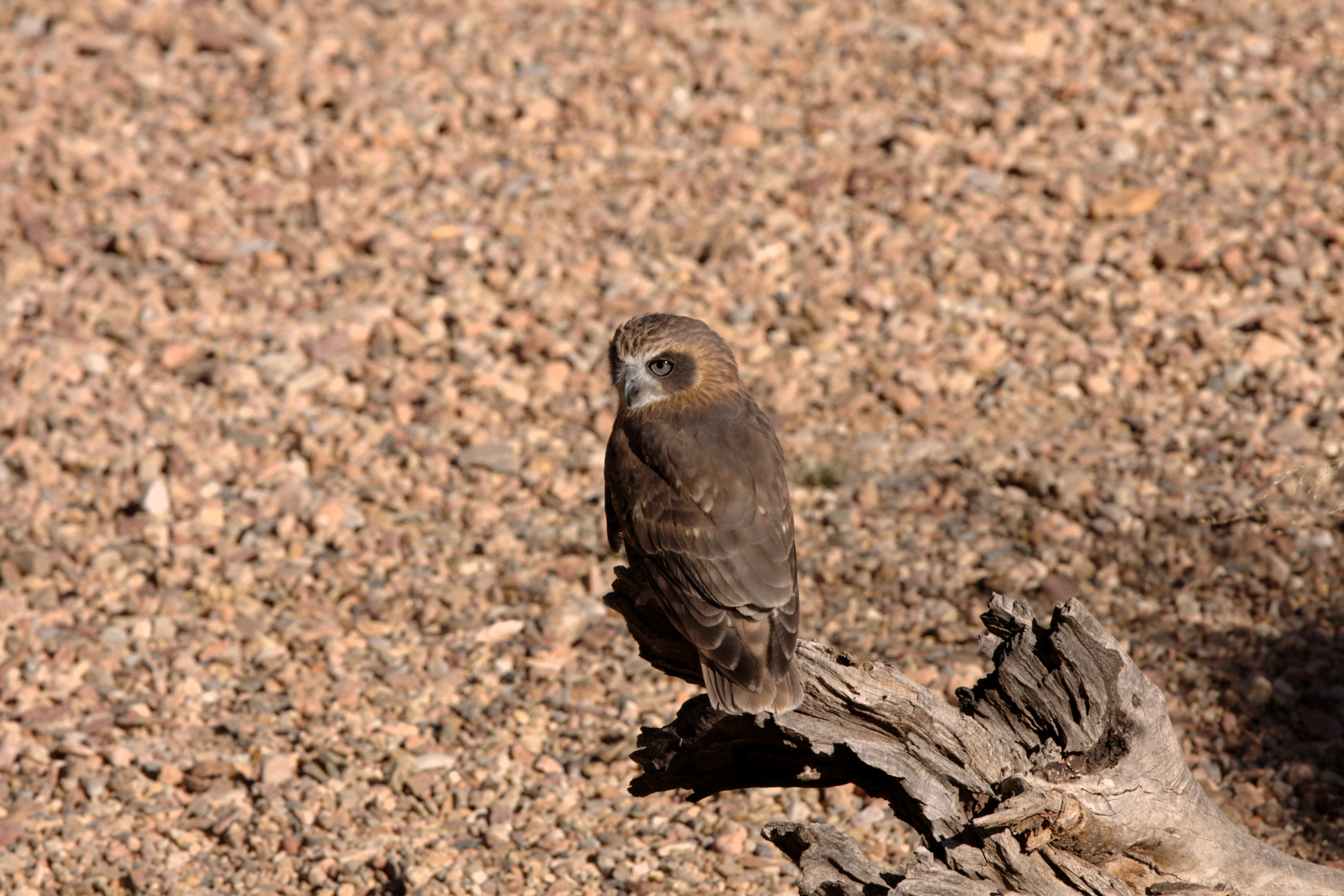
Австралійська сова-голконіг (підвид N. b. ocellata, Центральна Австралія, поблизу Аліс-Спрингс)

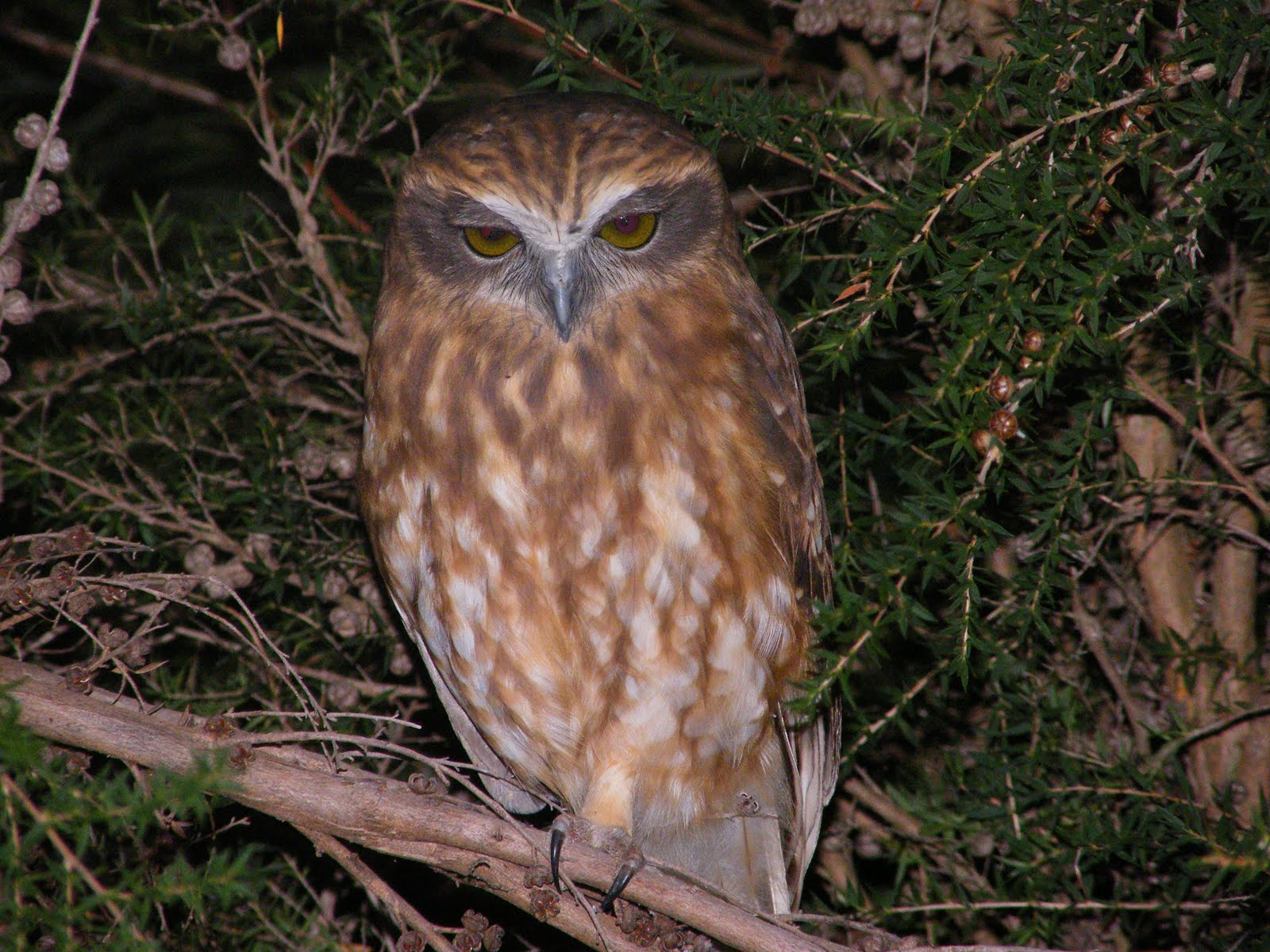
Австралійська сова-голконіг (підвид N. b. boobook, Ланґваррін поблизу Мельбурна, штат Вікторія)

Австралійські сови-голконоги є найменшими совами материкової частини Австралії. Їх довжина становить 27—36 см, а вага 146—360 г, причому самиці, як правило, є дещо більшими за самців і важчими за них в середньому на 65 г. Ці птахи мають короткі, округлі крила і короткий хвіст, їх силует у польоті виглядає компактним. Австралійські сови-голконоги відповідають правилу Бергмана, згідно з яким птахи з більш прохолодних і південних частин ареалу, як правило, мають більші розміри. Таким чином, птахи з регіону Канберри важать приблизно 300 г, а птахи з півострова Кейп-Йорк і з околиць Брума — 200 г. Представники номінативного підвиду є найбільшими.
У австралійських сов-голконогів голова і верхня частина тіла переважно темно-коричневі, на верхніх покривних перах крил у них є білі плямки, на плечах нечітка білувата смуга. «Пір'яні вуха», характерні для інших сов, на їх голові відсутні, а лицевий диск більш світлий. Над очима білі «брови», скроні і щоки темно-коричневі. Коричневі пера у верхній частині лоба, над «бровами» і з боків шиї мають охристий відтінок. Пера на обличчі перед очима, на підборідді і горлі білі з чорними стрижнями. Решта нижньої частини тіла світло-охриста або кремова, поцяткована широкими рудувато-коричневими смугами. Першорядні і другорядні махові пера темно-коричневі, поцятковані більш світлими рудувато-коричневими смугами. Верхня частина хвоста темно-коричнева, поцяткована більш світлими коричневими смугами, нижня частина хвоста більш світла, сірувато-коричнева. Очі світло-зеленувато-жовті, дзьоб чорний, біля основи сірувато-сірий, восковиця сизувато-сіра, лапи оперені, сірувато-коричневі або рожевувато-коричневі, кігті рогові з темними кінчиками.
Самиці, як правило, більш смугасті, ніж самці, хоча між окремими особинами існують індивідуальні відмінності. Існує значна варіативність у відтінках оперення, яка не пов'язана з підвидами і залежить від кількості опадів і вологості: у більш сухих, пустельних районах птахи мають світліше забарвлення, а у вологих лісових районах — більш темне.
У молодих австралійських сов-голконогів нижня частина тіла і горло білуваті, «брови» більш виражені, а білі плями на верхній частині тіла більші. Кінчики їхніх пер, які є залишками пуху пташенят, м'які і пухнасті, згодом вони стираються, найдовше залишаючись на голові. Птахи на другому-третьому році життя є більш схожими на дорослих птахів, хоча їх забарвлення є більш блідим, особливо на тімені, і більш смугастим. Птахи набувають дорослого забарвлення у віці чотирьох років. Максимальна тривалість життя австралійської сови-голконога становить 15 років і 11 місяців. Вона була зафіксована у птаха, спійманого на горі Блек на Австралійській столичній території.

### Вокалізація
Австралійські сови-голконоги видають характерне подвійне угукання «boo-book», яке можна почути на відстані до 1 км. Другий звук в ньому є зазвичай нижчий по висоті, ніж перший. Крик можна почути від настання сутінок до світанку, найбільш активно птахи кричать через 2 години після заходу сонця і безпосередньо перед сходом сонця. Крик повторюється 20 разів за хвилину, а під час сезону розмноження може тривати до чотирьох годин.
Крім звичайного угукання, можна також почути улюлюкання самців, яке є більш високим і короким, ніж звичайний крик. Самці використовують його як контактний сигнал, для приваблення самиць, а також при годуванні свого партнера чи навіть при спарюванні. Як сигнал тривоги або попередження сови, переважно самиці, видають односкладовий поодинокий крик. Також австралійські сови-голконоги під час залицяння, спарювання або у відповідь на улюлюкання інших сов видають кілька звуків, схожих на каркання або хрюкання. Птахи можуть легко переключатися з каркання на ухання. Ввечері і перед прийманням їжі самці видають звуки, схожі на кумкання жаб. Як контактний поклик і самиці, і самці використовують звуки, схожі на мурчання або ревіння. Ці ж звуки використовують пташенята і самиці, коли просять їсти, однак вони звучать більш тихо. Під час залицяння або гніздування самиці видають низькі трелі. При нападі на зловмисників птахи видають пронизливі верески і звуки, схожі на гарчання.

## Таксономія

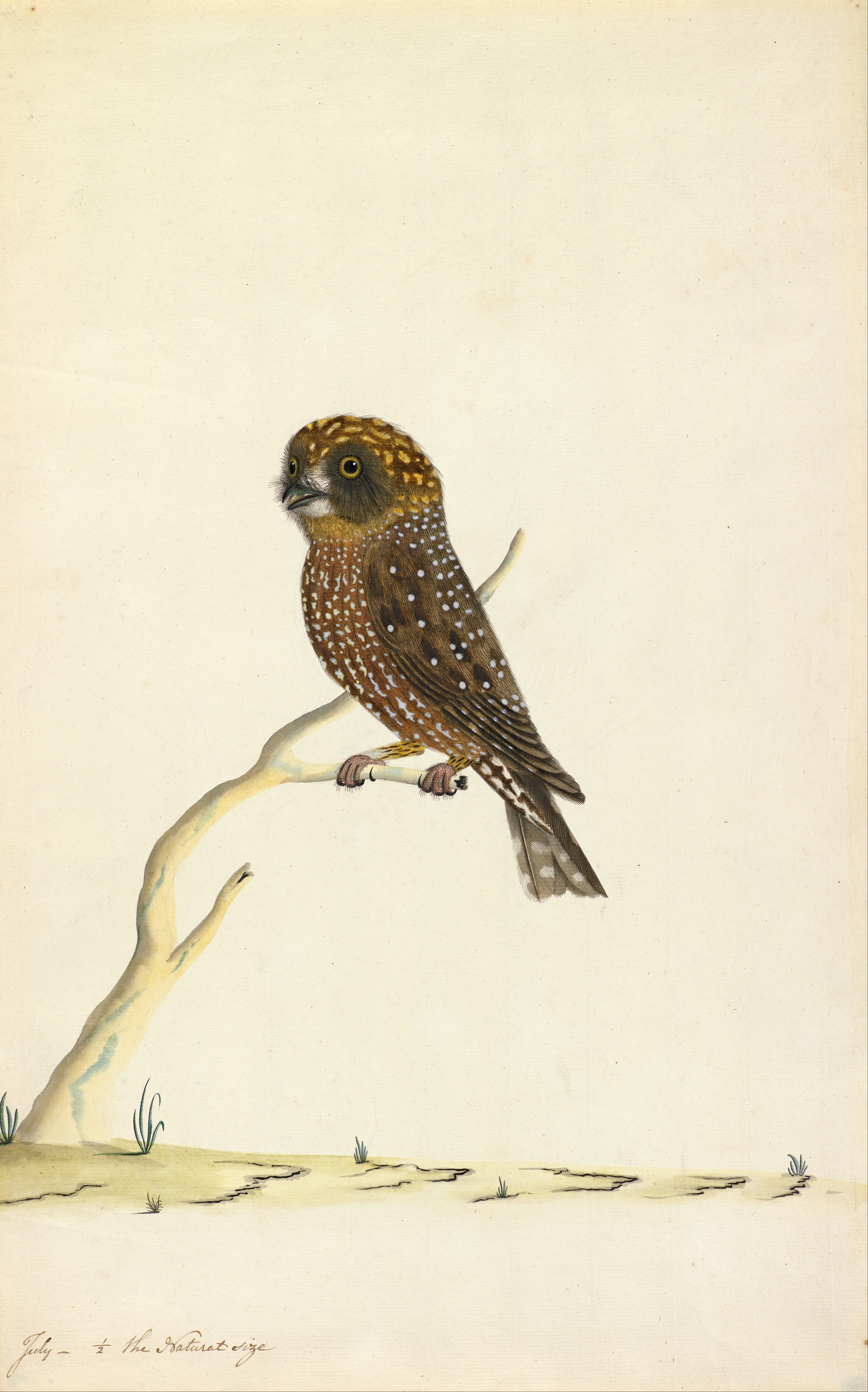
Малюнок австралійської сови-голконога (Томас Вотлінг, 1790 рік)

Австралійська сова-голконіг була описана британським орнітологом Джоном Летемом у 1801 році під назвою Strix boobook. При описі цього виду він опирався на малюнок, зроблений Томасом Вотлінгом у 1790 році в районі Сіднея. У 1846 році Джон Гульд описав вид Athene marmorata за зразком з Південної Австралії (наразі цей таксон вважається синонімом N. boobook). У 1852 році німецький натураліст Йоган Якоб Кауп відніс ці два таксони у підрід Spiloglaux нового роду Ierglaux, визначивши видову назву як Ieraglaux (Spiloglaux) bubuk. Джон Гульд у своїй праці «Handbook to the Birds of Australia» 1865 року виділив три види, всі з яких він відніс до роду Spiloglaux: S. marmoratus з Південної Австралії, S. boobook, широко поширений у материковій частині Австралії і в Тасманії і S. maculatus з південно-східної Австралії і Тасманії. Між тим, у 1837 Браян Гоутон Годжсон встановив новий вид Ninox, а у 1849 році Едвард Бліт помістив австралійську сову-голконога у цей рід.
Нідерландський орнітолог Герлоф Меес і німецький біолог-еволюціоніст Ернст Майр вважали таксономію комплексу австралійської сови-голконога надзвичайно заплутаною. Майр у 1943 році зазначив, що це «одна з найбільш складних задач, з якою я коли-небудь стикався». У своєму огляді австралійських сов 1964 року Меес розглядав австралійських сов-голконогів і новозеландських морепорків, а також кілька інших таксонів з Індонезії і Папуа Нової Гвінеї як один вид — Ninox novaeseelandiae з 16 підвидами. У книзі 1968 року «Nightwatchmen of the Bush and Plain» австралійський натураліст Девід Флай зазначив, що сови з Тасманії більше нагадували сов з Нової Зеландії, ніж з материкової Австралії, хоча він, як і Меес, вважав їх усіх одним видом. Австралійська сова-голконіг була відділена від тасманійської сови-голконога і морепорка у 1999 році, в 5 томі Handbook of the Birds of the World, хоча деякі автори, зокрема австралійські орнітологи Леслі Христідіс і Волтер Боулс продовжували розглядати ці три таксони як один вид.
Вивчаючи морфологію і генетику австралійської сови-голконога, німецький біолог Міхаель Вінк і його колеги у 2008 році прийшли до висновку, що цей вид відрізняється від морепока і тасманійської сови-голконога (яку вони запропонували визнати окремим видом), і що натомість австралійські сови-голконоги є сестринським видом по відношенню до плямистих сов-голконогів. Спорідненість тасманійських сов-голконогів і морепорків була підтверджена також дослідженням 2017 року. Також це дослідження показало, що сови, що мешкали на більших, гористих островах Індонезії більше відрізнялися від австралійських сов-голконогів, тоді як популяції на більш дрібних островах були більш на них схожими. Дослідники прийшли до висновку, що невеликі острови були колонізовані повторно, після того, як попередні популяції на них вимерли.

### Підвиди
Виділяють сім підвидів:

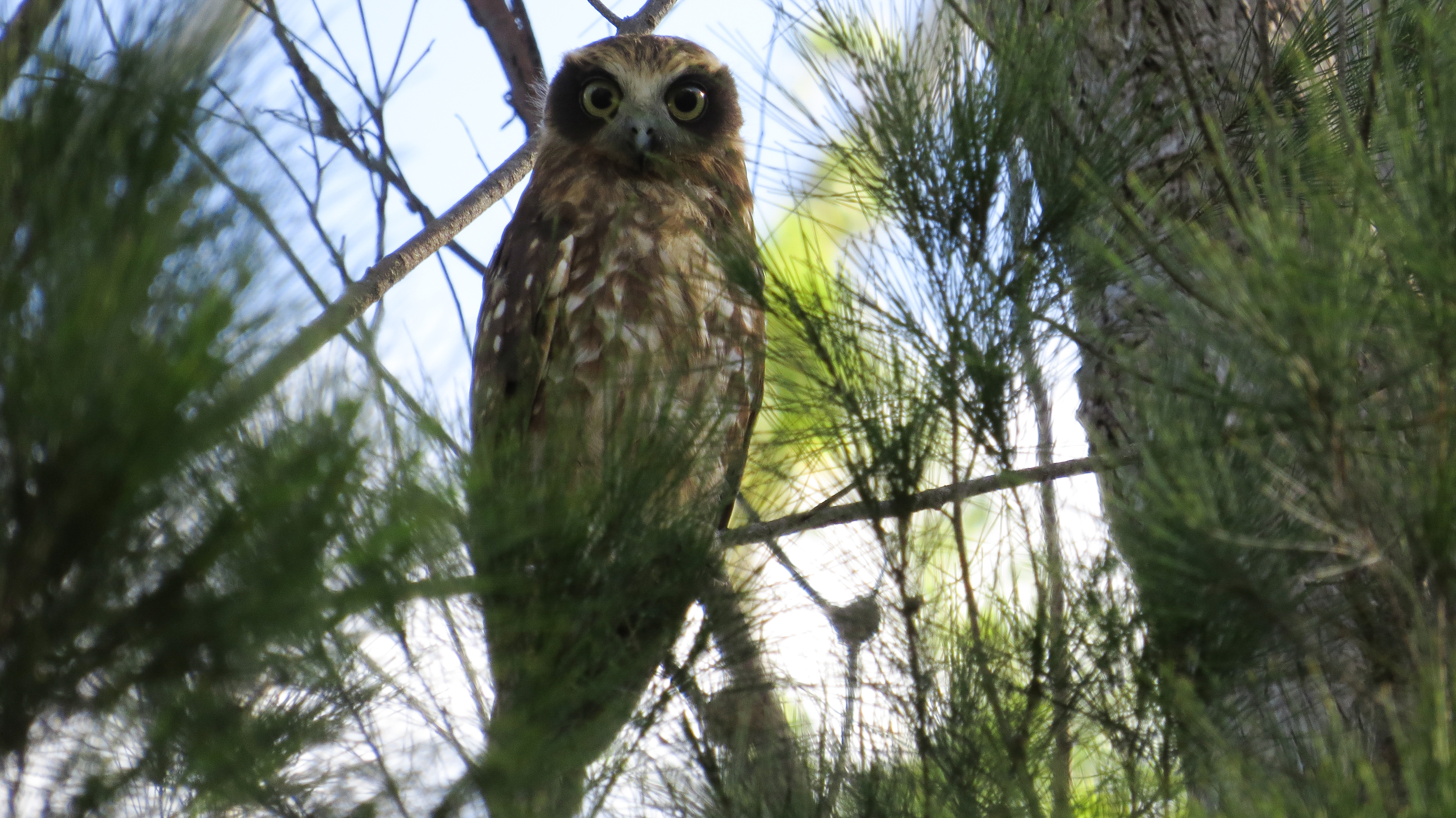
Австралійська сова-голконіг (підвид N. b. boobook, Національний парк Маунт-Джерусалем, Новий Південний Уельс)

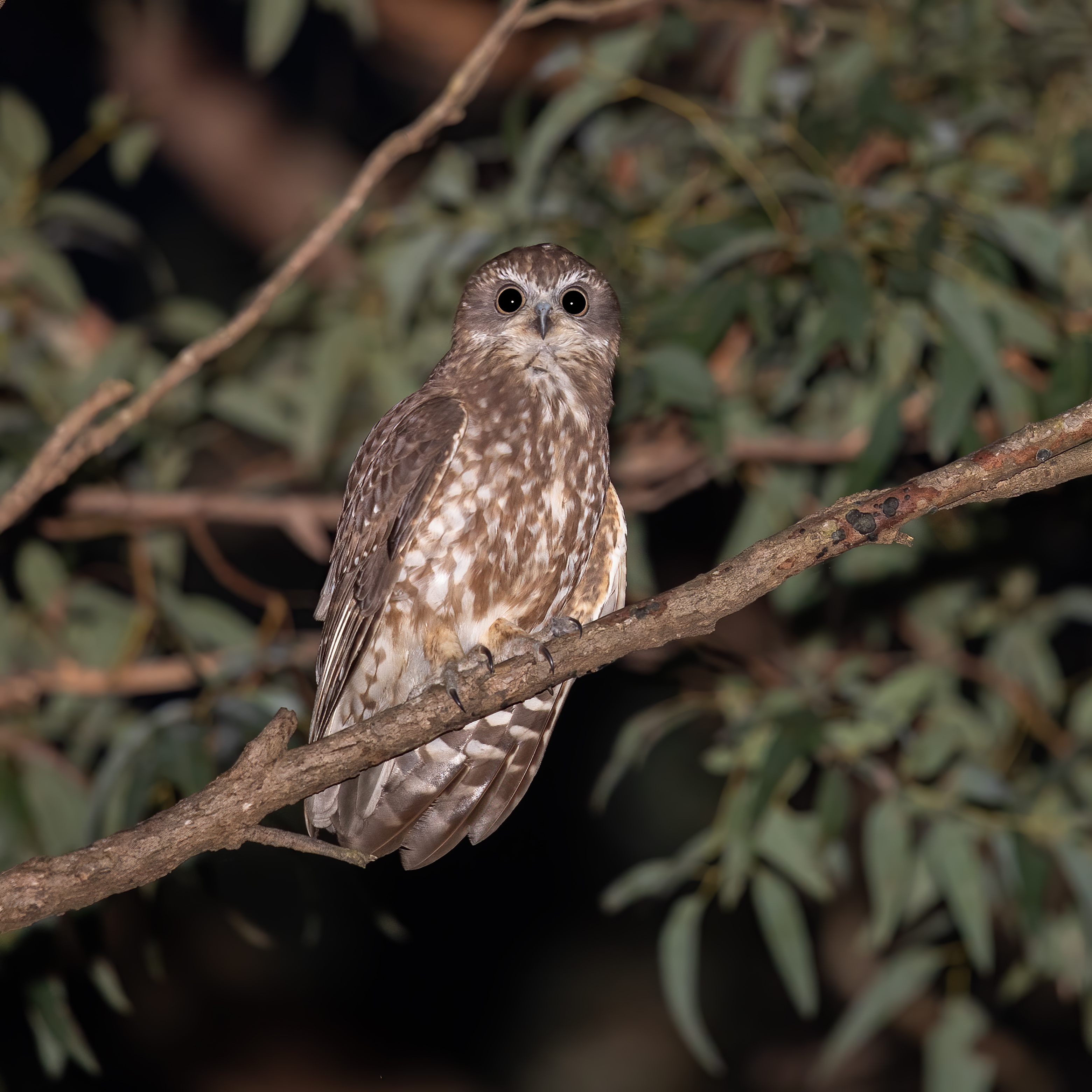
Австралійська сова-голконіг (підвид N. b. boobook, Сідней-Олімпік-Парк)

- N. b. moae Mayr, 1943 — острови Романґ[en], Моа[en], Леті[en] і Сермата[de] на сході Малих Зондських островів;
- N. b. cinnamomina Hartert, EJO, 1906[25] — острів Бабар[en] на сході Малих Зондських островів[26];
- N. b. pusilla Mayr & Rand, 1935[27] — регіон Транс-Флай на півдні Нової Гвінеї (вздовж річок Оріомо[en] і Вассі-Кусса[en], на захід від річки Флай);
- N. b. ocellata (Bonaparte, 1850)[28] — острів Саву[en], захід і центр Австралії;
- N. b. halmaturina Mathews, 1912[29] — острів Кенгуру[21];
- N. b. lurida De Vis, 1887[30] — південний схід півострова Кейп-Йорк на північному сході штату Квінсленд;
- N. b. boobook (Latham, 1801) — Східна і Південна Австралія (від півдня центрального Квінсленда до Південної Вікторії і південного сходу Південної Австралії).

Роутські, тиморські і алорські сови-голконоги раніше вважалися підвидами австралійської сови-голконога, однак були визнані окремими видами за результатами дослідження 2017 року. Підвид N. b. remigialis раніше відносили до австралійської сови-голконога, однак у 2022 році він був переведений до плямистої сови-голконога.

## Поширення і екологія
Австралійські сови-голконоги мешкають на материковій частині Австралії, а також на деяких островах Індонезії і на Новій Гвінеї. Вони живуть у різноманітних природних середовищах, від евкаліптових лісів і рідколісь до чагарникових заростей і напівпустель, на висоті до 2300 м над рівнем моря. У посушливих районах у внутрішній частині Австралії вони зустрічаються рідко, переважно в долинах річок, таких як Дарлінг і Пару, та в басейні озер Ейр. Також австралійські сови-голконоги зустрічаються на численних прибережних островах, таких як острів Морнінгтон. Їх можна побачити в парках і садах, поблизу людських поселень.

## Поведінка
Австралійські сови-голконоги ведуть переважно нічний спосіб життя, хоча вони також можуть бути активними на світанку і в присмерках. Вдень вони ховаються в густих кронах дерев, іноді в печері або серед скель. Ці сови є обережними птахами, яких частіше можна почути, ніж побачити.

### Живлення
Австралійські сови-голконоги полюють на гризунів, комах, особливо на метеликів і нічних жуків, а також на птахів разміром з горобця. Порявняно з іншими австралійськими совами, велику частку в їх раціоні складають безхребетні. Польові дослідження в околицях Канберри показали, що хребетні становлять велику частку в раціоні восени і особливо взиммку. Хоча безхребетних птахи з'їдали більше, ніж хребетних (особливо восени), вони становили тільки 2,8 % поглинутої біомаси. Переважаючою здобиччю австралійських сов-голконогів були ссавці, особливо хатні миші, а також чорні і чагарникові пацюки та кажани Chalinolobus gouldii. Також сови полювали на птахів, зокрема на звичайних шпаків, хатніх горобців, червонобрових амадин-рубінчиків, індійських майн, співочих папужок і білобрових стадняків, та на безхребетних, зокрема на коників, цвіркунів, жуків, тарганів, метеликів, павуків-вовків і павуків-хижаків. Дослідження, проведене в штаті Вікторія, показало, що птахи також іноді полювали на більшу за розмірами здобич, зокрема на погоничів-крихіток, кільцехвостих поссумів і диких кролів.
Австралійські сови-голконоги використовують гілку, стовп або паркан як сідало, з якого вони оглядають навколишню територію. Коли сови бачать здобич, то пікірують до неї, після чого повертаються разом з нею на сідало, де поїдають її.

### Розмноження
Сезон розмноження у австралійських сов-голконогів в Австралії триває переважно з липня по лютий. Пік гніздування припадає на жовтень, в північних районах дещо раніше. В Квінсленді яйця відкладаються з серпня по жовтень, в Новому Південному Уельсі і на півдні Західної Австралії з вересня по листопад, в північній і центральній частинах Західної Австралії з лютого по вересень, у Вікторії в жовтні-листопаді, в Південній Австралії з вересня по грудень.
Австралійські сови-голконоги гніздяться в дуплах дерев, на висоті від 1 до 20 м над землею, зазвичай в дуплі евкаліпта, хоча були зафіксовані випадки гніздування в дуплах інших дерев, зокрема прибережних бангсій Banksia integrifolia. Деякі дупла повторно використовуються впродовж 20 років. Сови також можуть захоплювати дупла інших птахів, зокрема рожевих какаду, а також використовують покинуті гнізда стадняків і круків. Самці беруть участь у підготовці гнізда, зокрема встелюють дно дупла листям. У кладці 2—3 овальних білих яйця розміром 41,6×35,5 мм, які відкладаються з інтервалом у 2—3 дні, хоча трапляються також кладки від 1 до 5 яєць. Насиджують лише самиці, а самці в цей час годують їх. В присмерках самиці покидають гніздо приблизно на пів години, іноді для купання. інкубаційний період триває 30—31 день. Пташенята часто вилуплюються одночасно, однак іноді між вилупленням першого і останнього яйця може пройти кілька днів.
При народженні пташенята покриті білим пухом, сліпі і безпорадні. Очі у них починають відкриватися на 6 день і повністю відкриваються на 15 день. Пера починають рости з 7 до 10 день, а у віці 2 тижнів вони повністю покривають пташеня. Самиця постійно зігріває пташенят протягом першого їх тижня життя, після чого до третього тижня продовжує робити це вдень. Самець приносить їй їжу в гніздо, а самиця розриває її на шматочки, перш ніж годувати пташенят. Вони покидають гніздо через 5—6 тижнів після вилуплення. У цей час вони вже повністю покриті пір'ям, хоча на голові і нижній частині тіла у них залишається пух, а хвіст у них короткий. Він стає такий же довгий, як у дорослих птахів, через 65—70 днів після вилуплення. Молоді птахи залишаються на батьківській території впродовж ще 2—4 місяців, перш ніж покинути її. Вони втрачають рештки пуху у віці 5 місяців.
Кузу, а також інтродуковані кішки і щури можуть розорити гніздо в пошуках пташенят і яєць. Також пташенят можуть вполювати бурі і тасманійські яструби, австралійські сипухи і гігантські сови-голконоги.

## Збереження
Через широкий ареал і велику стабільну популяцію, МСОП класифікує цей вид як такий, що не потребує особливих заходів зі збереження. Як і більшість видів сов, австралійські сови-голконоги внесені до Додатку II Конвенції CITES. Совам може загрожувати використання пестицидів, яке може призвести до отруєння птахів.